# Säter, Bergs kommun
Säter är en ort i Bergs distrikt (Bergs socken) i Bergs kommun i södra Jämtland. Den är belägen på en höjd med utsikt över Röröbygden. Säter är beläget mellan Åsarna och Svenstavik.